# Зелений Яр (Кам'янський район)

Зеле́ний Яр — село в Україні, у Божедарівській селищній громаді Кам'янського району Дніпропетровської області.
Населення — 3 мешканця.

## Географія
Село Зелений Яр знаходиться на відстані 2 км від села Грузинівка, за 2,5 км від сіл Покровка, Новомилорадівка, Червоний Орлик, Весела Долина. По селу протікає пересихаючий струмок з загатою.

## Населення

### Мова
Розподіл населення за рідною мовою за даними перепису 2001 року:
| Мова       | Відсоток |
| ---------- | -------- |
| українська | 100 %    |